# Pietro Cangelosi
Pietro Cangelosi (Poggioreale, 3 maggio 1942) è un politico italiano.

## Biografia
Il 6 marzo 1968 ha conseguito la laurea in Lettere moderne presso l'Università di Palermo. Ha insegnato Lettere soprattutto nelle scuole medie di Rivarolo Canavese e di Sciacca.
Candidato alle elezioni politiche del 1994 con i Progressisti, è risultato eletto al Senato della Repubblica, in rappresentanza de La Rete. Ha ricoperto la carica dal 18 aprile 1994 fino all'8 maggio 1996.